# Аннаклычева, Гулистан Ахмедовна
Гулистан Ахмедовна Аннаклычева (узб. Gulistan Ahmedovna Annaklycheva; род. в 1948 году, Каракалпакская АССР, Узбекская ССР, СССР) — узбекистанская журналистка, писательница, поэтесса, переводчик и политик. Народная поэтесса Каракалпакстана, главный редактор газет «Коракалпогистон тонги» (рус. «Рассвет Каракалпакстана») и «Коракалпок адабиети» (рус. «Каракалпакская литература»), сенатор Олий Мажлиса Республики Узбекистан.

## Биография
Родилась в 1948 году. Окончила среднюю школу № 11 города Турткуль. В 1973 году окончила журфак Ташкентского государственного университета. Позже окончила Высшую партийную школу при ЦК КПУ.
С января 2015 года член (сенатор) Олий Мажлиса Республики Узбекистан. В 2018 году член комитета Сената Олий Мажлиса Республики Узбекистан по вопросам бюджета и экономических реформ, главный редактор газеты «Коракалпогистон тонги». В 2020 году член комитета Сената Олий Мажлиса Республики Узбекистан по вопросам обороны и безопасности, главный редактор газеты «Коракалпок адабиети».

## Творчество
Издано около 40 поэтических и прозаических книг, поэм, повестей, эссе и рассказов. В 2002 году она была удостоена звания «Лауреат искусства народов Мира» постановлением правления Ассоциации «Искусство народов мира». Избранные произведения поэтессы были опубликованы в 2002 году в альманахе стихов в Турции, в 2004 году в сборнике-альманахе стихов восточных поэтов в Германии, в 2010 году были опубликованы её публицистические произведения и стихи в газете «Творчество народов Мира» в Москве.
Переводила на каракалпакский язык произведения известных поэтов, таких как А. Блок, А. Фет, А. Ахматова, также переводила стихи с узбекского на каракалпакский и с каракалпакского на узбекский.
Электронные версии более 300 её работ на русском языке размещены в интернете на литературных сайтах «Проза.ру» и «Стихи.ру».

## Награды
- Народная поэтесса Каракалпакстана.
- 2002 год — награждена званием «Лауреат искусства народов Мира» постановлением правления Ассоциации «Искусство народов Мира» в Москве[1].
- 2016 год — Орден «Фидокорона хизматлари учун»[7].
- 2024 год — Орден «Мехнат шухрати»[8].